# Liubímovka (Kursk)
|  | Per a altres significats, vegeu «Liubímovka». |

Liubímovka (en rus: Любимовка) és un poble de l'óblast de Kursk, a Rússia, que en el cens del 2010 tenia 41 habitants. Pertany al districte rural de Fatej.